# タシ・ナムゲル

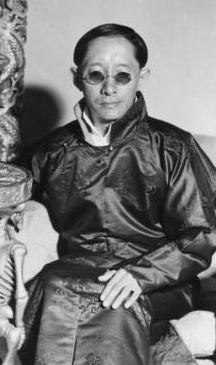
タシ・ナムゲル（1938年）

タシ・ナムゲル（Tashi Namgyal、シッキム語：བཀྲ་ཤིས་རྣམ་རྒྱལ་、ワイリー表記：Bkra-shis Rnam-rgyal、1893年10月26日 - 1963年12月2日）は、インド、シッキム王国（ナムゲル朝）の第11代君主（在位：1914年 - 1963年）。日本語表記としては、「タシ・ナムギャル」もある。

## 生涯

### シッキムの近代化
1893年10月26日、第9代シッキム王トゥトブ・ナムゲルの息子として生まれた。
1914年、異母兄の第10代シッキム王シケオン・トゥルク・ナムゲルが崩御したため、タシ・ナムゲル（以下、「タシ」と略す）が後継することになった。しかし、当初はイギリス政府代表であるチャールズ・ベルの後見を受け、1918年4月に正式に国王となった時にようやく完全な権限が与えられている。同年10月、チベットの将軍ラカシャル・デボンの娘であるクンザン・デシェンと結婚した。
タシは、様々な分野でシッキムの近代化を推進した。まず1916年には、それまでカジス（地主や行政長官を担う階層）が手中にしていた司法権を取り上げ、独立した裁判所を設立した。後に1953年にはインド型の民法・刑法に範をとった裁判手続が導入され、1955年には最高裁判所が設立されている。また、強制労働の慣習を廃止し、土地改革・税制改革を敢行した。これらの改革は、シッキムにめざましい経済的・社会的発展をもたらすことになる。さらに第二次世界大戦の終結後には、政党の結成を許可した。しかし政党結成の許可は、皮肉にも各政党間で対インドの姿勢をめぐる激しい対立・混乱を惹起し、後述するようなインドのシッキム内政干渉を招く結果となる。

### インド・シッキム条約調印

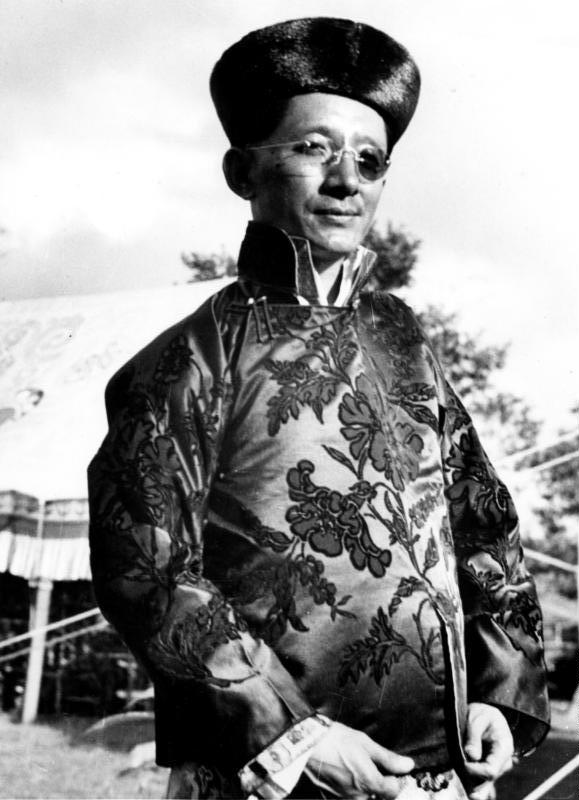
タシ・ナムゲル（1938年）

インドが独立する直前の1946年末、タシは次男で皇太子と目されていたパルデン・トンドゥプ・ナムゲルを代表とする使節団を派遣し、インドとの間でシッキムの地位について交渉させた。当初、インド側は他の藩王国と同様にインド領へ編入することをシッキム側に提案したが、シッキム側はこれを拒否したため、1947年2月28日、シッキムとインドとの間で暫定協定が結ばれた。これによりシッキムは辛うじて独立を維持したが、国内では政治的混乱が激化していく。
1949年2月、移住民ながら多数派のネパール系主体で親インド派の政党であるシッキム国家会議派（SSC）が、「地代不払」「納税拒否」の各種運動を開始する。これにより国内は混乱に陥ったため、タシは同年5月に「暫定人民政府」（SSC代表3名、宮廷代表2名で構成）を樹立して収拾しようとした。しかし、わずか1か月弱で暫定人民政府は崩壊、タシはインドのシッキム駐在弁務官による内政監督を要請した。
1950年12月5日、タシはインド・シッキム条約に調印したが、これによりシッキムはインドの保護国と位置づけられてしまった。
その一方でタシは、国内秩序の安定のためにインドとの連携を重視した。そのためインドもタシ存命中は王室擁護の姿勢をとり、このおかげでタシはSSCなどの政治的要求を退けることができた。1953年にはシッキム王国参事院（State Council、立法府に相当）選挙を初めて実施し、1958年にも第2回の参事院選挙を行っている。

### 死
1963年12月2日、タシはカルカッタで崩御し、パルデン・トンドゥプが後を継いだ。

## 注
1. ↑  Coelho（1970）、日本語版75頁と落合（1986）、173頁による。
2. ↑  Coelho（1970）、日本語版58頁
3. ↑  Coelho（1970）、日本語版58-59頁、75頁
4. 1 2  Coelho（1970）、日本語版63-65頁。落合（1986）、150-153頁
5. ↑  落合（1986）、147頁。Coelho（1970）、日本語版60-63頁
6. ↑  落合（1986）、155-157頁。Coelho（1970）、日本語版60頁
7. ↑  落合（1986）、228頁
8. ↑  Sikkim 4